# Cilazapril
Cilazapril é um medicamento do tipo inibidor da enzima de conversão da angiotensina (IECA). É indicado para tratamento de hipertensão arterial. É pouco solúvel na água e facilmente solúvel no metanol e no cloreto de metileno.